# Muzeul Sukiennice
Muzeul Sukiennice, numit și Galeria Artei Polone din sec. al IXX-lea Sukiennice (în poloneză Galeria Sztuki Polskiej XIX wieku w Sukiennicach), Cracovia, Polonia, este o instituție de cultură înființată în 1879, aparținând Muzeului Național din Cracovia.
Galeria deține cea mai mare expoziție permanentă de pictură și sculptură poloneză din sec. al IXX-lea, expuse în patru camere mari. Majoritatea colecției de astăzi la Sukiennice (Hala postăvarilor) cuprinde cadouri de la colecționari, artiști și familiile lor.

## Istoricul colecției
Muzeul Național din Cracovia a fost fondată în 07 octombrie 1879 prin decret al Consiliului orașului Cracovia după renovarea de doi ani lungi a Halei postăvarilor (Sukiennice) sub conducerea primarului Mikołaj Zyblikiewicz. 
La balul ceremonial din 03 octombrie 1879 a fost anunțat că artistul Henryk Siemiradzki oferit pictura sa monumentală  numită Torțele lui Nero (Pochodnie Nerona), ca dar orașului, cu intenția de a crea o galerie nouă în clădire. 
Noul muzeu l-a ales pe Władysław Łuszczkiewicz, rector al Academiei de Arte Frumoase ca să fie primul director. 
Din momentul în care s-a deschis a fost un loc de întâlnire culturală majoră.
Colecția în timpul împărțirii Poloniei 
a crescut rapid prin donații mica nobilime locală, precum și de la artiști înșiși. 
La sfârșitul anilor 1930, colecția consta din aproape 300.000 de obiecte de artă. Lista de binefăcători majori a crescut exponențial, inclusiv din partea multor familii nobile. În 1920, Muzeul a achiziționat peste 15.000 de obiecte donate de către un colecționar, Feliks Manggha Jasieński.  
Construcția Muzeului contemporan Noua Primărie situat pe strada 3 Maja, a început în 1934. Toate exploatațiile de la antichitate până în timpurile moderne s-au mutat acolo. 
Galeria a fost închisă pentru vizitatori din octombrie 2006 până în 2009, pentru lucrări majore de renovare. Cea mai mare parte a colecțiilor galeriei s-a mutat la Castelul Niepolomice pentru expunere temporară. Galeria s-a redeschis în 2010, cu noi echipamente tehnice, depozite, spații de servicii, precum și cu îmbunătățirea structurii tematice a expunerii, oferind o perspectivă mai largă asupra artei poloneze a perioadei. 

## Galeriile muzeului
Aranjamentul galeriei seamănă cu cea a unui salon din sec. al XIX-lea. Fiecare dintre cele patru săli de expoziție de mari dimensiuni este definită de perioada istorică și teme care de obicei gravitează în jurul un tablou central și se extinde într-o întreagă epocă artistică.
Sala Bacciarelli
Sala Iluminismul, cunoscut și sub numele de Sala Bacciarelli are opere caracteristice  barocului târziu Rococo, și portrete clasiciste din secolul al XVIII-lea de la Curtea șui Stanisław August Poniatowski, precum și picturi istorice și scene de luptă de poloneze și străine preromantice, mai ales, opere de artă de Marcello Bacciarelli, Josef Grassi,  Giambattista Lampi,  Pe Krafft, Józef Pitschmann, Aleksander Orłowski, Franciszek Smuglewicz, Michał Stachowicz, Kazimierz Wojniakowski și altele similare.
Sala Michałowski
Sala Piotr Michałowski numit Sala romantismului sau a  perioadei insurecțiilor include arta de Artur Grottger și scene de luptă de Michalowski, cu al său faimos "Somosierra", precum și tablouri: "Cardinalul"," Senko" și portrete ecvestre. Sunt prezenți și Henryk Rodakowski, Jan Nepomucen Głowacki - părintele școlii poloneze de pictură peisagistică, Józef Simmler și Aleksander Józef Płonczyński.
Sala Siemiradzki
Sala Henryk Siemiradzki afișează monumentalul Torțele lui Nero, un cadou oferit de pictorul de renume mondial Siemiradzki muzeului, operă pictată în jurul anului 1876. Expoziția se învârte în jurul artei secolului al IXX-lea, scene mitologice și biblice, evenimente istorice importante, teme de independență, peisaj, și de mod de viață. 
Artiști recomandați îi includ pe: Jan Matejko, Wojciech Gerson, Jacek Malczewski, Tadeusz Ajdukiewicz, precum și Władysław Łuszczkiewicz, Henryk Rodakowski și alții.
Este expusă și pictura istorică Omagiu prusac de Matejko, într-un loc proeminent.
Sala Chełmoński
Sala Józef Chełmoński, numită și Sala realismului, impresionismului și simbolismului polonez este dedicată noilor tendințe în arta poloneză a secolului al IXX-lea oferind peisaje, portrete, scene de luptă și scene domestice de cei mai importanți pictori ai mișcării artistice Tânăra Polonie mișcare, în special prin Chełmoński cu al său Patru-în-mână ( Czwórka, foto), Maksymilian și Aleksander Gierymski, Józef Pankiewicz și Leon Wyczółkowski (impresioniști proeminenți); picturi de Wojciech Gerson, Julian Falat, Adam Chmielowski și Józef Brandt, precum și de marele și controversatul Extaz (1894, foto), prin Władysław Podkowiński, și mulți alții. 
Simbolismul este reprezentat de arta lui Jacek Malczewski.
Sculptura
Sculpturile includ Pius Weloński lui "Gladiator", Walery Gadomski - "Salome", Piotr Wójtowicz - "Perseu cu capul Meduzei", Teodor Rygier- "bacantă" - el este autorul  Monumentul lui Adam Mickiewicz care împodobesc intrarea în Muzeul în partea de est a  Pieței din Cracovia; Antoni Pleszowski - "Tristețe", Piotr Michałowski - "Napoleon călare" și Stanisław Lewandowski  "Sclav rupându-și lanțurile". 
Printre colecția de sculpturi de portrete sunt:  autoportretul lui Piotr Michalowski, Antoni Kurzawa - "Mickiewicz trezind geniul poeziei", Antoni Madeyski - "Portretul lui Aleksander Gierymski", Wiktor Brodzki - "instigările Dragostei", Piotr Wójtowicz - "După o baie" și Antoni Madeyski - "Greyhound".

## Sălile tematice ale muzeului

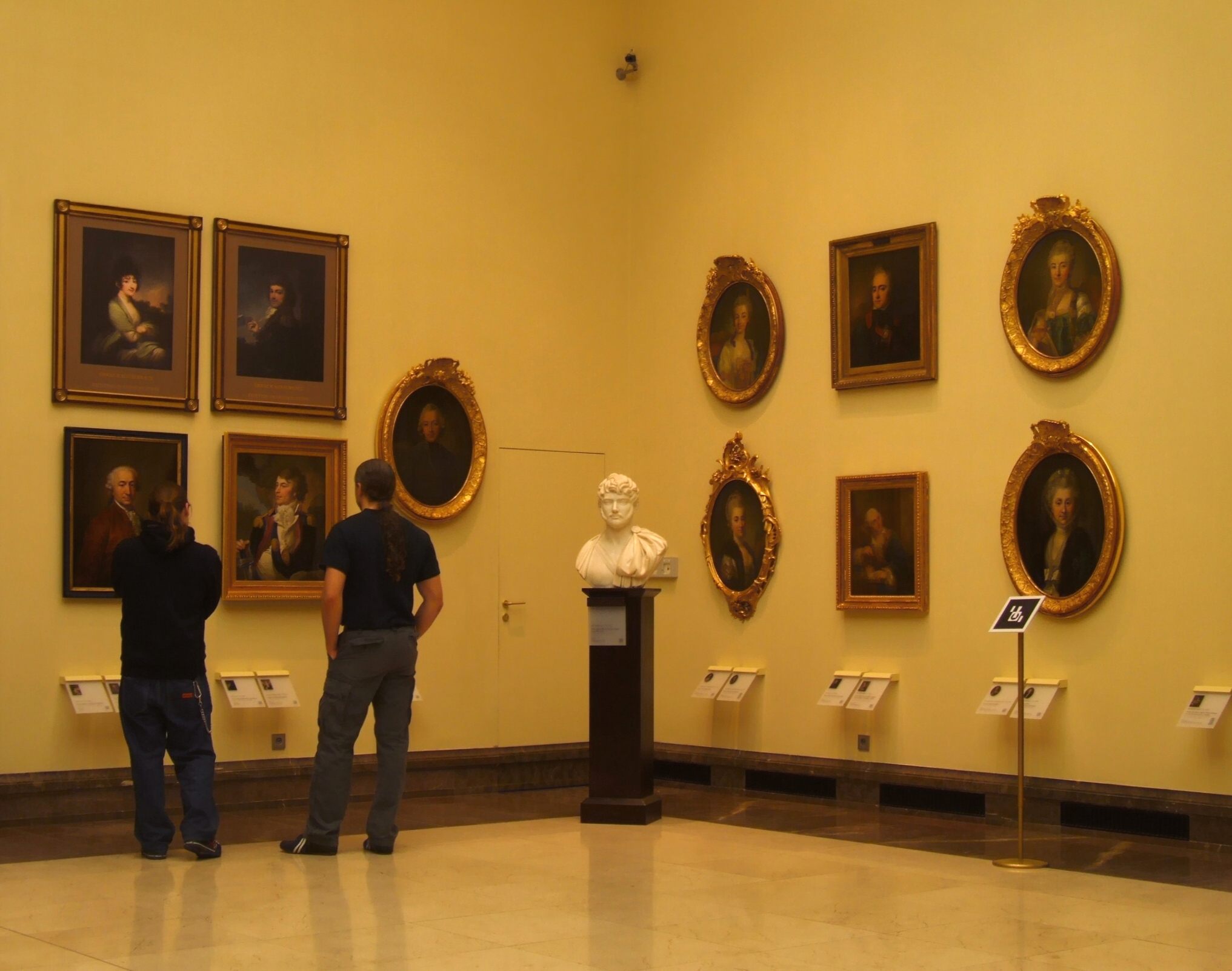
Sala Bacciarelli
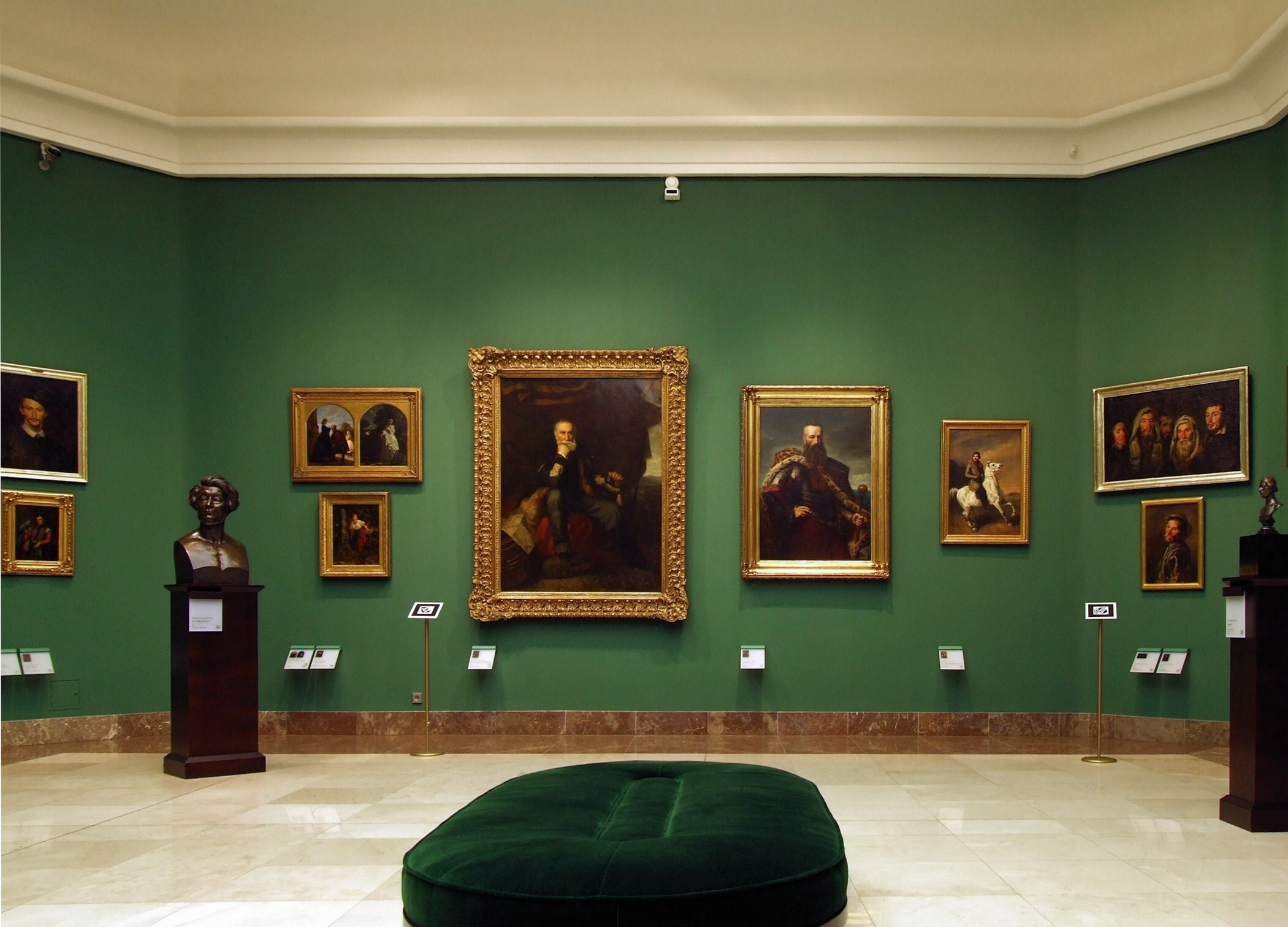
Sala Michałowski
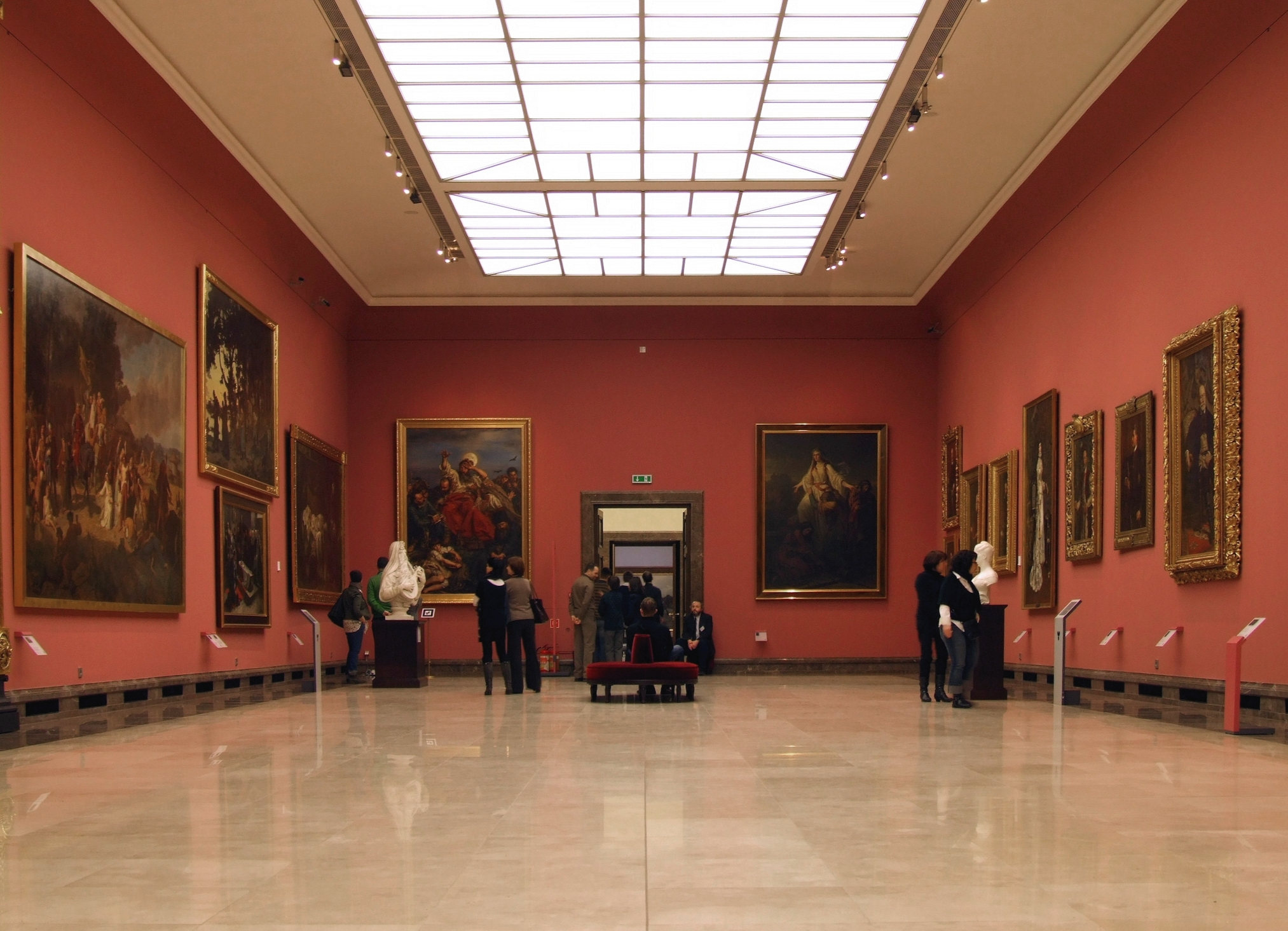
Sala Siemiradzki
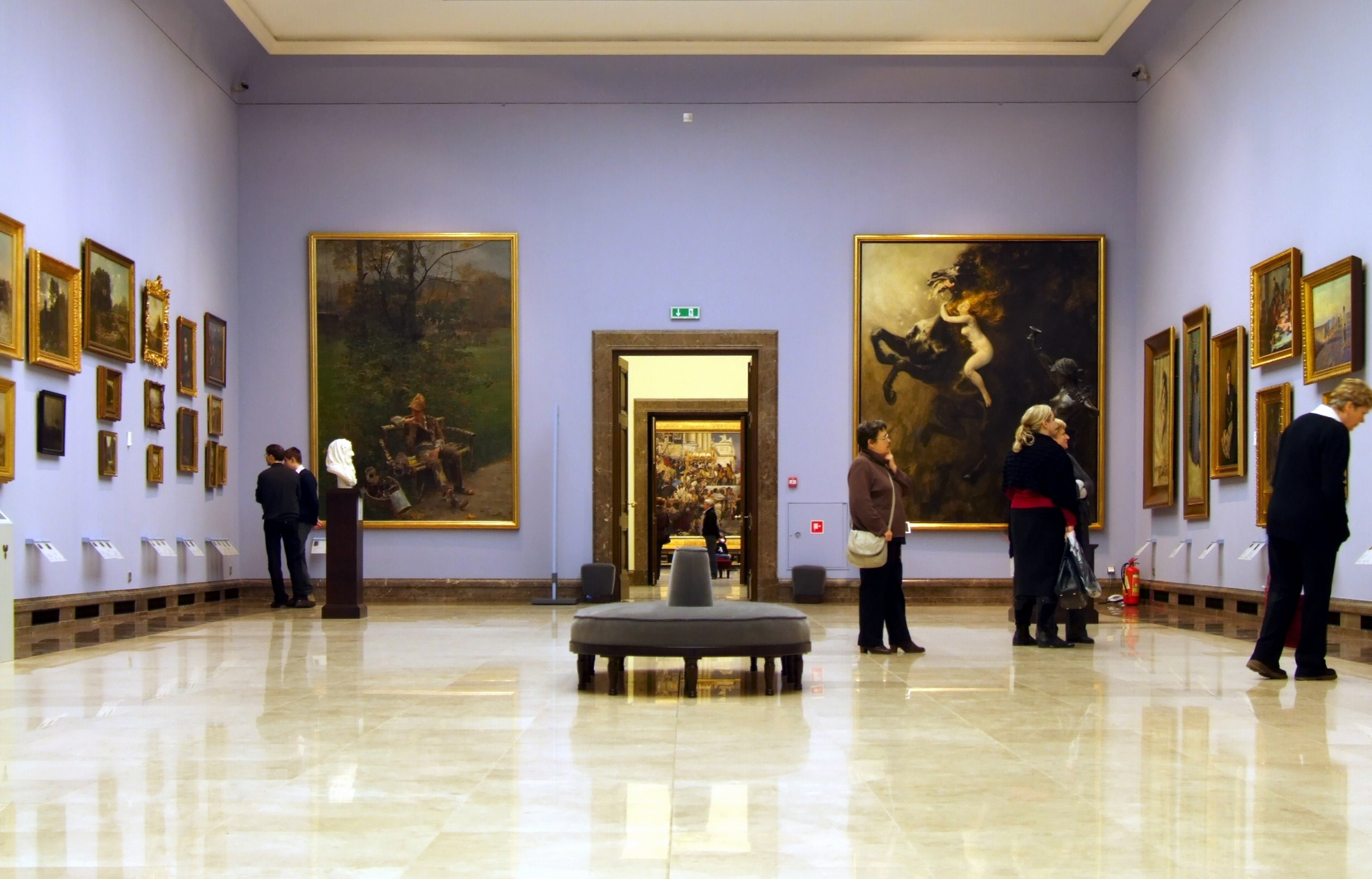
Sala Chełmoński